# Gudrun Schyman
Gudrun Schyman (Täby, Uppland, 9 de junio de 1948) es una política sueca. Fue diputada del  Riksdag entre 1988 y 2006). En 2005 fundó el partido Iniciativa Feminista que desde marzo de 2017 lidera junto Victoria Kawesa. De 1993 a 2003 lideró el Partido de la Izquierda. 

## Dirigente del Partido de la Izquierda
Gudrun Shyman fue diputada entre 1988 y 2006.
En 1993 Schyman fue elegida dirigente del Partido de la Izquierda. Schyman supo acercarse especialmente a los votantes y durante su liderazgo el partido duplicó el número de diputados. Ganó popularidad por su estilo sincero y directo. Se posicionó contra el alcoholismo y apoyó la iniciativa para hacer del  espacio de trabajo libre de alcohol. Durante el periodo en el que presidió el partido, la organización adoptó el feminismo como base ideológica. En 2003 fue acusada y posteriormente declarada culpable de fraude tributario al intentar acogerse a deducciones de impuestos ilícitas. Fue sustituida temporalmente por Ulla Hoffmann.
En 2002 denunció la opresión de los hombres hacia las mujeres en todo el mundo: "La discriminación y las vulneraciones aparecen en formas diferentes dependen de donde nos encontremos. Pero la misma norma, la misma estructura, el mismo patrón, se repite tanto en Afganistán con los talibán como aquí en Suecia".
En octubre de 2004, Schyman junto con otros miembros parlamentarios del Partido de la Izquierda propuso realizar una valoración nacional del coste de la violencia de los hombres hacia mujeres y reclamaron fondos estatales para la creación de refugios. La propuesta atrajo ampliamente la atención de los medios de comunicación que lo denominaron  "man tax."

## Fundadora de Iniciativa Feminista
Schyman dejó el Partido de la Izquierda en 2004 y en 2005 cofundó Iniciativa Feminista que en su primer congreso decidió concurrir a las siguientes elecciones parlamentarias. En 2006 Jane Fonda apoyó la campaña del partido para las elecciones de 2006. Iniciativa feminista recibió sólo aproximadamente el 0.68% de los votos lejos del 4% requerido para lograr representación parlamentaria. En 2009 en las elecciones al Parlamento Europeo el partido recibió el 2.22% del voto. En verano de 2010 Schyman invirtió 100.000 coronas suecas en una protesta contra paga desigual en Suecia. La protesta, escenificada por el grupo de mercadotecnia de guerrilla Studio Total  dio a Iniciativa Feminista una amplia atención pero en las elecciones sólo logró el 0,4% de los votos.

### Avance en 2014
En las elecciones parlamentarias europeas de 2014 IF logró el 5.3% del voto nacional en Suecia, y Soraya Post logró un escaño en el Parlamento Europeo. En las elecciones generales de 2014 logró mejores resultados que en 2009, 3,1%. A pesar de no lograr traspasar el 4.0% umbral para conseguir asientos, Iniciativa Feminista se convirtió en el partido extraparlamentario más popular. En el mismo año IF obtuvo su mayor éxito político logrando en los comicios municipales representación en 13 ayuntamientos, incluido el de Estocolmo, de cuyo gobierno de coalición de izquierda forma parte.
En marzo de 2017 se anunció que Victoria Kawesa, sueca de origen ugandés compartiría la dirección de Iniciativa Feminista con Shyman tras ser elegida en el congreso nacional del partido.